# جون هاوسر
جون هاوسر (بالإنجليزية: John Houser)‏ هو مجدف أمريكي، ولد في 2 ديسمبر 1909 في فيلادلفيا في الولايات المتحدة، وتوفي في 29 ديسمبر 1991.

## وصلات خارجية
- جون هاوسر على موقع الاتحاد الدولي للتجديف (الإنجليزية)
- جون هاوسر على موقع أوليمبيديا (الإنجليزية)